# Салат из апельсинов
Сала́т из апельсинов (итал. Insalata di arance), или Салат из апельсинов по-сицилийски (итал. Insalata di arance alla siciliana) — традиционное блюдо сицилийской кухни. Подаётся в качестве закуски, гарнира или десерта.

## Ингредиенты
Для приготовления традиционного салата из апельсинов по-сицилийски необходимы следующие компоненты: 2 кровавых апельсина, 1 лук белый или красный (можно шалот), 1 фенхель, 1 чайная ложка свежего или ½ чайная ложка сушёного розмарина, 4 столовые ложки оливкового масла, 1 столовая ложка белого винного уксуса, 100 грамм маслин, несколько листиков мяты, соль и чёрный перец по вкусу.

## Способ приготовления
Нарезанный тонкими дольками лук некоторое время замачивается в холодной воде, чтобы снизить вкус горечи. Затем мелко нарезаются мягкие слои фенхеля. Нарезанные фенхель и лук, с очищенными от кожуры и белой плёнки дольками апельсина, маслинами и измельченным розмарином укладывают в салатницу. Затем поливают соком из другого апельсина и смешивают всё с оливковым маслом и белым винным уксусом. Солят, добавляют чёрный перец и листики мяты.

## Вариации
Если готовится десерт, то вместо соли и чёрного перца добавляют сахарный песок. Тогда к салату подаётся чай, желательно с бергамотом. В качестве гарнира салат подаётся к мясу и рыбе. Салаты из апельсинов есть и в испанской кухне, например, ремохон и малагский салат, но при их приготовлении используют другие ингредиенты.